# Карл Манхайм
Карл Манхайм (на немски: Karl Mannheim; на унгарски: Mannheim Károly) е влиятелен германски и британски социолог от първата половина на XX век.
Той е представител на класическата социология, считан е за основател на направлението социология на познанието.

## Биография
Манхайм е роден на 27 март 1893 г. в Будапеща, Австро-Унгарската империя, в заможно еврейско семейство.
Отрано се запознава с Дьорд Лукач и влиза в кръга на лявонастроени интелектуалци, предимно от еврейски произход. Преподава в педагогическо училище. След краткото просъществуване на т.нар. Унгарска съветска република напуска родината си завинаги.
През 1919 г. се установява в Германия. С подкрепата на А. Вебер и Е. Ледерер се хабилитира като хоноруван (приват) доцент със социологическо изследване върху германския консерватизъм от XIX в. Преподава в Хайделбергския университет от 1926 до 1930 г. и в Университета във Франкфурт на Майн от 1930 до 1933 г.
С идването на нацизма на власт през 1933 г. е принуден да емигрира в Англия, където остава до края на живота си. Чете лекции по социология в Лондонското училище по икономика ив Лондонския университет (1933 – 1945). Професор е по философия и социология на образованието в университетския Институт по образование (1945 - 1947).
Умира на 9 януари 1947 г. в Лондон.

## Приноси
В социологическото наследство на Карл Манхайм особено значими са неговите приноси към социологията на познанието. Основният му труд „Идеология и утопия“ (на немски: Ideologie und Utopie) излиза през 1929 г.
- „Утопия е само онази трансцендентна ориентация, която като преминава в действие, частично или напълно, взривява съществуващия в дадения момент ред на нещата.“
- „Утопия е такова съзнание, което не се намира в съответствие с обкръжаващото го битие.“
- „Идеологията е вид утопия, но тя не взривява действителността, а я утвърждава.“
- „Идеологията никога не достига напълно реализация на своето съдържание, то се изкривява и видоизменя.“
- „Хората имат познания за света и желания, но техният генезис е обществен.“